# Phortica spinosa
Phortica spinosa är en tvåvingeart som beskrevs av Chen och Gao 2005. Phortica spinosa ingår i släktet Phortica och familjen daggflugor. Inga underarter finns listade i Catalogue of Life.